# The Colonel of the Red Hussars
The Colonel of the Red Hussars (o The Colonel of the Red Huzzars) è un cortometraggio muto del 1914 diretto da Richard Ridgely.

## Produzione
Il film fu prodotto dalla Edison Company.

## Distribuzione
Distribuito dalla General Film Company, il film - un cortometraggio in tre bobine - uscì nelle sale cinematografiche statunitensi il 18 dicembre 1914.